# ER (televisieserie)
ER (Emergency Room; in het Nederlands: Eerste Hulp of spoedafdeling) is een Amerikaanse televisieserie die zich afspeelt in het County General-Hospital in Chicago. Dit ziekenhuis was een jaar eerder ook al het decor voor de succesvolle Harrison Ford film The Fugitive (met o.a. Jeroen Krabbé). De serie was oorspronkelijk van september 1994 tot en met april 2009 gedurende vijftien seizoenen op televisie, waarmee het de langstlopende dramareeks van zender NBC was na Law & Order, dat sinds 1990 bestaat. De makers van en acteurs in ER wonnen hiermee in totaal 120 televisieprijzen, waaronder 23 Primetime Emmy Awards, een Golden Globe, een BAFTA Award, een Peabody Award, negen People's Choice Awards, acht Screen Actors Guild Awards, zes Image Awards en een Zilveren Televizier-Tulp.

## ERwereldwijd
ER gaat vooral over de levens van de mensen die in het ziekenhuis werken. Sommige van de plots in de serie strekken zich uit over meerdere seizoenen. In de lange tijd dat de serie al loopt zijn er veel personages vertrokken en veel bij gekomen. Naast de persoonlijke levens van het personeel staan in elke aflevering (soms in meerdere afleveringen) verschillende patiënten centraal. Daarbij komen ook thema's als euthanasie, homoseksualiteit en kindermisbruik aan bod.
De serie werd voor het eerst uitgezonden in de VS op 19 september 1994; in Nederland ging zij in première op 31 januari 1996. De honderdste aflevering, Good Luck, Ruth Johnson, verscheen op 10 december 1998, de honderdvijftigste, The Crossing, op 22 februari 2001. De tweehonderdste aflevering, When Night Meets Day, verscheen op 8 mei 2003. Vanwege de 200e uitzending wordt ook een documentaire Behind the Screens opgenomen. Op 20 oktober 2005 werd de 250e aflevering, Wake Up, uitgezonden. De 300e aflevering was de tiende aflevering van seizoen 14, in december 2007.
Op 25 september 1997 opende ER haar vierde seizoen met een live aflevering, Ambush.
In 2005 werd het contract van de serie verlengd tot en met 2008, op 2 april 2008 werd bekendgemaakt dat ER na het vijftiende seizoen zal stoppen.
Op 15 mei 2006 werd bekendgemaakt dat er met ingang van het dertiende seizoen een verandering zou komen in het schema van ER. Voorheen werd de serie van september tot en met mei uitgezonden, waarbij niet elke week nieuwe afleveringen werden uitgezonden (in plaats daarvan werden soms tussendoor herhalingen uitgezonden). Vanaf seizoen 13 zouden van september tot en met december zonder onderbreking (dus elke week) dertien afleveringen worden uitgezonden, waarna ER zou worden afgelost door een andere serie. De overige negen afleveringen zouden in april en mei worden uitgezonden, opnieuw zonder onderbreking. De dertiende aflevering zou eindigen met een cliffhanger. Door het succes van het dertiende seizoen werd echter op 12 oktober 2006 aangekondigd dat de oude formule gehandhaafd zou blijven. 
In het dertiende seizoen werd de intromuziek van de serie voor het eerst in 12 jaar gewijzigd; de eerste aflevering met de nieuwe intro was Bloodline, uitgezonden op 21 september 2006. Gedurende seizoen 13 zijn de kijkcijfers sterk gedaald; in april 2008 werd bekend dat ER na 15 seizoenen in 2009 ging stoppen. 
In het laatste seizoen dat op 25 september 2008 (in de VS) startte maakten vele karakters uit het verleden opnieuw hun opwachting: Dr Carter en Dr Barnett, en de in 2002 overleden Mark Greene in een nieuw opgenomen flashback. Ook Robert Rocket Romano en Kerry Weaver waren opnieuw te zien laatste seizoen, ook deze in flashback. John Carter en Doug Ross kwamen voor meerdere afleveringen terug, en Susan Lewis en Carol Hathaway in 1 aflevering. Eriq La Salle die Peter Benton speelde heeft een aflevering van seizoen 15 geregisseerd en was ook te zien in een aflevering.

## ERin Nederland
In Nederland werd de serie uitgezonden door de AVRO op Nederland 1, die de serie kocht van de Verenigde Staten. De laatste aflevering werd door de AVRO uitgezonden op zondag 27 februari 2011. Herhalingen worden uitgezonden op RTL 8.
Op vrijdag 26 januari 2024 werd op deze zender de laatste aflevering 22 van seizoen 15 uitgezonden. Direct hierna begon RTL 8 opnieuw met aflevering 1 van het eerste seizoen.

## Afleveringen
Er zijn diverse afleveringen geweest die werden genomineerd voor een Emmy Award. Deze heten:
| - 24 Hours (1994) - Day One (1994) - Love's Labor Lost (1995) - Hell and High Water (1995) - The Healers (1996) - Whose Appy Now? (1997) - Union Station (1996) - Last Call (1996) - Fear of Flying (1996) - The Long Way Around (1997) - Exodus (1998) | - The Storm, Part I (1999) - Such Sweet Sorrow (2000) - All in the Family (2000) - The Visit (2000) - Partly Cloudy, Chance of Rain (2001) - 'On the Beach (2002) - Chaos Theory (2002) - Freefall (2003) - The Lost (2003) - 21 Guns (2006) |

## Rolverdeling
| Acteur                | Personage                              | Aantal afleveringen |
| --------------------- | -------------------------------------- | ------------------- |
| Noah Wyle             | Dokter John Carter                     | 254                 |
| Laura Innes           | Dokter Kerry Weaver                    | 250                 |
| Laura Cerón           | Verpleegster Chuny Marquez             | 219                 |
| Deezer D              | Verpleger Malik McGrath                | 190                 |
| Maura Tierney         | Verpleegster/dokter Abby Lockhart      | 189                 |
| Goran Višnjić         | Dokter Luka Kovac                      | 185                 |
| Yvette Freeman        | Verpleegster Haleh Adams               | 184                 |
| Anthony Edwards       | Dokter Mark Greene                     | 182                 |
| Eriq La Salle         | Dokter Peter Benton                    | 173                 |
| Emily Wagner          | Ambulanceverpleegkundige Doris Pickman | 168                 |
| Alex Kingston         | Dokter Elizabeth Corday                | 160                 |
| Lyn Alicia Henderson  | Pamela Olbes                           | 149                 |
| Sherry Stringfield    | Dokter Susan Lewis                     | 142                 |
| Abraham Benrubi       | Receptionist Jerry Markovic            | 137                 |
| Mekhi Phifer          | Dokter Gregory Pratt                   | 136                 |
| Julianna Margulies    | Verpleegster Carol Hathaway            | 136                 |
| Parminder Nagra       | Dokter Neela Rasgotra                  | 129                 |
| Troy Evans            | Receptionist Frank Martin              | 129                 |
| Linda Cardellini      | Verpleegster Samantha Taggart          | 128                 |
| Lily Mariye           | Verpleegster Lily Jarvik               | 127                 |
| Paul McCrane          | Dokter Robert Romano                   | 126                 |
| Ming-Na Wen           | Dokter Jing-Mei Chen                   | 120                 |
| Montae Russell        | Paramedicus Dwight Zadro               | 117                 |
| Ellen Crawford        | Verpleegster Lydia Wright              | 113                 |
| Conni Marie Brazelton | Verpleegster Connie Oligario           | 113                 |
| Scott Grimes          | Dokter Archie Morris                   | 112                 |
| George Clooney        | Dokter Doug Ross                       | 109                 |
| Gloria Reuben         | Physician assistant Jeanie Boulet      | 103                 |